# Осорио, Камила
Мария Камила Осорио Серрано (исп. María Camila Osorio Serrano; род. 22 декабря 2001, Кукута, Колумбия) — колумбийская теннисистка; победительница трёх турниров WTA в одиночном разряде; победительница одного юниорского турнира Большого шлема в одиночном разряде (Открытый чемпионат США-2019); бывшая первая ракетка мира в юниорском рейтинге.

## Семья
Камила родилась в спортивной семье. Её дед Роландо Серрано был выдающимся футболистом 60-х годов. Он играл за сборную Колумбии и принимал участие в составе сборной на чемпионате мира 1962 года в Чили. Её мать Адриана Серрано — известная баскетболистка. Ее отец Карлос Осорио также играл в футбол на профессиональном уровне. Брат, Себастьян Осорио Серрано, в настоящее время профессионально играет в футбол.

## Спортивная карьера
Камила предпочитает играть на грунтовых кортах, начала заниматься теннисом в возрасте шести лет. На январь 2023 года завоевала три титула в одиночном разряде в приоритетных турнирах Мирового теннисного тура ITF среди женщин.
В основной сетке турнира WTA она впервые сыграла в 2018 году в Боготе. На Играх Центральной Америки и Карибского бассейна 2018 года она выиграла золотую медаль в командном зачете и серебряную медаль в парном разряде. В начале сентября 2019 года она выиграла титул в женском одиночном разряде среди юниоров на Открытом чемпионате США.
С 2016 года Осорио играет за колумбийскую сборную Кубка Федерации.
11 апреля 2021 года 180-я ракетка мира Камила Осорио Серрано стала чемпионкой турнира WTA в Боготе. В этом же году на Уимблдонском турнире сумела выйти в третий круг, уступив Арине Соболенко. В июле-августе приняла участие в теннисном турнире на летних Олимпийских играх в Токио. В одиночном разряде уступила в первом раунде Виктории Голубич из Швейцарии.
В 2022 году сыграла в финале турнира в мексиканском Монтеррее. На Открытом чемпионате Франции в одиночном разряде и на Открытом чемпионате США, Осорио пробивалась во второй круг.
В самом начале 2023 года колумбийская спортсменка была заявлена в основную сетку Открытого чемпионата Австралии, где уступила во втором раунде первой ракетке мира Иге Свёнтек.

## Итоговое место в рейтинге WTA по годам
| Год  | Одиночный рейтинг | Парный рейтинг |
| 2024 | 63                | 206            |
| 2023 | 79                | 282            |
| 2022 | 82                | 272            |
| 2021 | 55                | 519            |
| 2020 | 186               | 763            |
| 2019 | 186               | 678            |
| 2018 | 723               | 1013           |
| 2016 | 1249              |                |

## Выступления на турнирах

### Финалы турнировWTAв одиночном разряде (5)

#### Победы (3)
| Легенда:                    |
| --------------------------- |
| Турниры Большого шлема (0)* |
| Олимпиада (0)               |
| Итоговый турнир WTA (0)     |
| WTA 1000 (0)                |
| WTA 500 (0)                 |
| WTA 250 (3)                 |

| Титулы по покрытиям | Титулы по месту проведения матчей турнира |
| ------------------- | ----------------------------------------- |
| Хард (0)*           | Зал (0)                                   |
| Грунт (3)           | Зал (0)                                   |
| Трава (0)           | Открытый воздух (3)                       |
| Ковёр (0)           | Открытый воздух (3)                       |

* количество побед в одиночном разряде.
| №  | Дата           | Турнир               | Покрытие | Соперница в финале | Счёт        |
| 1. | 11 апреля 2021 | Богота, Колумбия     | Грунт    | Тамара Зиданшек    | 5-7 6-3 6-4 |
| 2. | 7 апреля 2024  | Богота, Колумбия (2) | Грунт    | Мария Боузкова     | 6-3 7-6(5)  |
| 3. | 6 апреля 2025  | Богота, Колумбия (3) | Грунт    | Катажина Кава      | 6-3 6-3     |

#### Поражения (2)
| №  | Дата            | Турнир             | Покрытие | Соперница в финале | Счёт              |
| 1. | 24 октября 2021 | Тенерифе, Испания  | Хард     | Энн Ли             | 1-6 4-6           |
| 2. | 6 марта 2022    | Монтеррей, Мексика | Хард     | Лейла Фернандес    | 7-6(5) 4-6 6-7(3) |